# Johann Friedrich Rochlitz
Johann Friedrich Rochlitz (12. února 1769 Lipsko – 16. prosince 1842 tamtéž) byl německý dramatik, hudební kritik a skladatel.

## Život

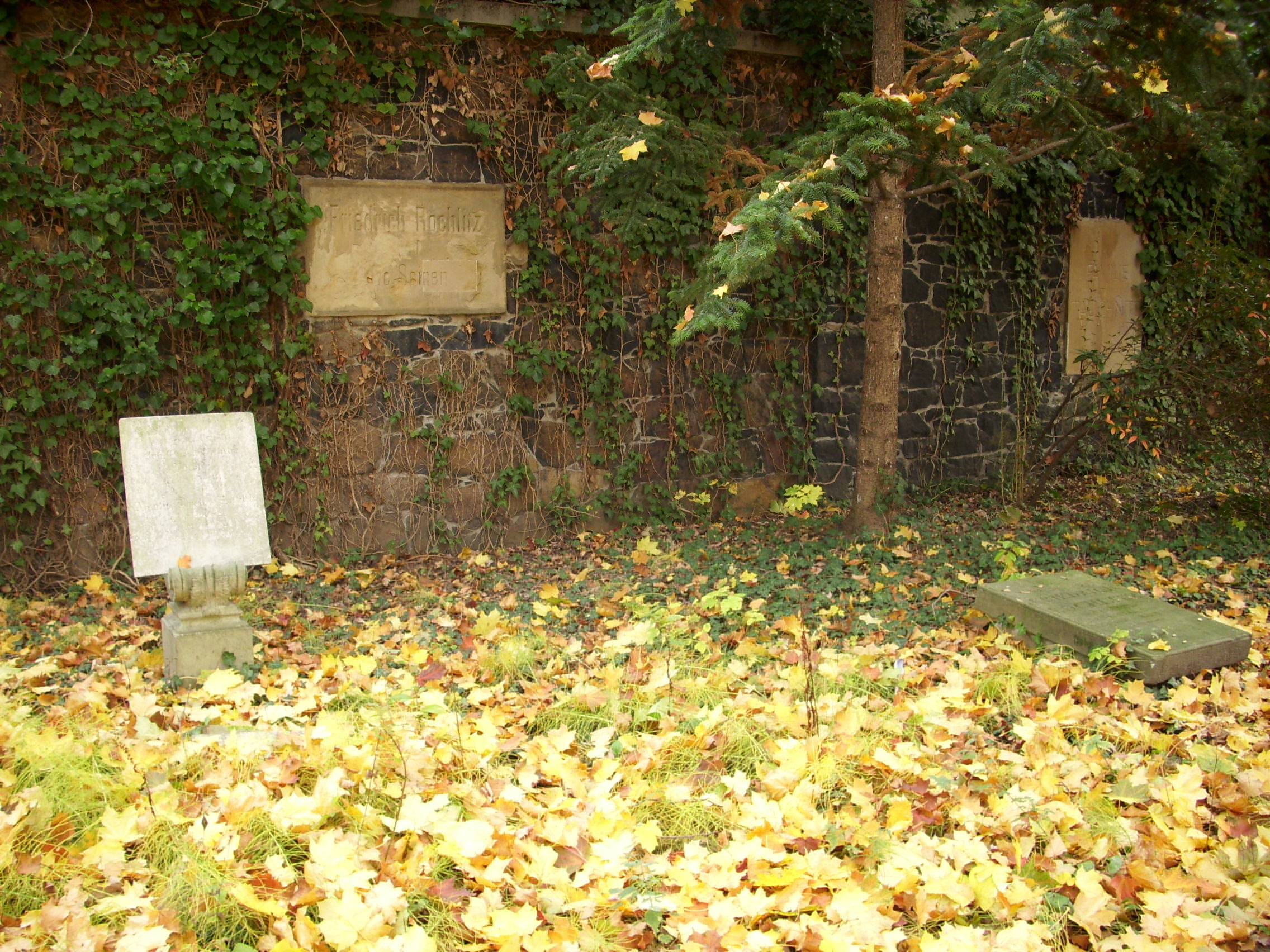
Hrob Friedricha Rochlitze a příbuzných, Alter Johannisfriedhof, Lipsko

Friedrich Rochlitz nejprve navštěvoval lipskou Thomasschule a poté na tamější univerzitě studoval v letech 1789 až 1791 teologii a filozofii. Po studiích pracoval jako soukromý učitel. V roce 1798 založil hudební časopis Allgemeine Musikalische Zeitung, jejichž redaktorem byl až do roku 1818. Během června až července 1799 pobýval u přítele Augusta Apela v Karlových Varech, kde se seznámil se svými budoucími důležitými spolupracovníky. Vzhledem k plánovanému sňatku s harfenistkou Therese aus dem Winckel mu Carl August vévoda Sasko-Výmarský dne 14. září 1800 udělil titul dvorního rady Sasko-výmarského vévodství. K svatbě však nedošlo. Dne 23. února 1810 se Rochlitz oženil se svou láskou z mládí, ovdovělou Henriettou Winklerovou, rozenou Hansenovou (1770–1834). Ta byla předtím provdána za lipského obchodníka Daniela Winklera a do manželství věnem přinesla jeho cennou sbírku umění, včetně obrazu Rembrandta van Rijna.
Rochlitz se znal a přátelil s mnoha osobnostmi své doby, včetně Goetha, Schillera a E. T. A. Hoffmanna . Spolu s Christophem Martinem Wielandem a jeho přítelem Johannem Gottfriedem Seumem vydával v letech 1805 až 1806 Journal für deutsche Frauen (Časopis pro německé ženy). Přátelil se také se skladateli, jako byl Louis Spohr, pro kterého napsal libreto k oratoriu Die letzten Dinge (Poslední věci) a s Carlem Mariou von Weberem, který Rochlitzovi v roce 1822 věnoval svou 4. klavírní sonátu op. 70. Rochitz také skládal vlastní díla, ale bez úspěchu. Robert Schumann o jeho Introdukci a variacích na původní téma d moll, op. 7 pro klavír (vydanou v roce 1836) napsal: „Kdyby neodrážely dobrou vůli, zjevné úsilí a zároveň skličující snahu dosáhnout něčeho vyššího, sotva by stály za uznání. Takové skladby mě doslova zarmucují.“
Během svého pobytu ve Vídni v roce 1822 se také setkal s Beethovenem a Franzem Schubertem, který v roce 1827 zhudebnil tři Rochlitzovy básně, včetně básně „Alinde“. Důvěryhodnost jeho rozsáhlého popisu setkání s Beethovenem, který formoval obraz Beethovena v 19. století, potvrzuje nepublikovaný zápis v Rochlitzově deníku.
Rochlitz napsal řadu článků pro Allgemeine musikalische Zeitung a první životopis skladatele a houslisty Friedricha Ernsta Fesca (1789–1826). Rochlitzovým nejvýznamnějším dílem je jeho autobiografická povídka Nebezpečné dny (Tage der Gefahr) o bitvě u Lipska (1813). Goethe ji ve svém časopise Umění a starověk zmínil jako „jedno z nejpodivuhodnějších děl, jaká kdy byla napsána“.
Kromě četných povídek je Rochlitz autorem i několik dramatických děl a operních libret. Za zmínku stojí dlouhodobě uznávaný německý překlad Mozartova Dona Giovanniho (1801) a překlad Paerovy opery Leonora (1804), často používaný pro její nastudování.
V roce 1809 se stal členem korespondentem Královské nizozemské akademie věd (tehdy Koninklijk Instituut).
Od roku 2003 uděluje lipská Společnost pro umění a kritiku (Gesellschaft für Kunst und Kritik Leipzig e. V.) „Cenu Friedricha Rochlitze“ za uměleckou kritiku, která je dotována částkou 500 eur, naposledy – již podeváté – v roce 2015.

## „Rochlitzovy anekdoty“
Rochlitz v dobách svého působení jako redaktor Allgemeine Musikalische Zeitung, motivován přáním zveřejnit rozpracovanou edici Mozartových děl, publikoval na stránkách časopisu řadu anekdot o Wolfgangu Amadeu Mozartovi, mnohé z nich živé a zábavné. Od výzkumu Maynarda Solomona v roce 1991 však Mozartovští badatelé považují Rochlitzovy příběhy za natolik kontaminované jeho vlastními smyšlenými dodatky, že je nutné považovat je za zcela nespolehlivé. Ukázalo se, že je obtížné vymýtit Rochlitzovy lži a anekdoty nadále hrají roli při formování Mozartova populárního obrazu.
Tyto anekdoty nyní představují jakýsi trn v oku pro znalci Mozartovy tvorby. Významná mozartistka Ruth Halliwellová (1998) píše jízlivě:

Ačkoli se nyní zdá, že [vydavatelův a Rochlitzův] pokus byl cynickou marketingovou aktivitou, jejíž biografická pravdivost byla nejméně důležitým hlediskem, tyto anekdoty se houževnatě uchytily; jako plevel, ať už se zdá, že je kolikrát byl vyhuben, vyraší někde jinde.

## Dílo
- Zeichnungen von Menschen nach Geschichte und Erfahrung, 2 svazky, Hamburk 1794.
- Charaktere interessanter Menschen, 4 svazky, Züllichau 1799–1803.
- Kleine Romane und Erzählungen, 3 svazky, Frankfurt 1807.
- Neue Erzählungen, 2 svazky, Lipsko 1816.
- Für ruhige Stunden, 2 svazky, Lipsko 1828.
- Für Freunde der Tonkunst, 4 svazky, Lipsko 1824–1832; 3. Vydání 1868.
- Auswahl des Besten aus Rochlitz' sämtlichen Werken, 6 svazků, Züllichau 1821–1822.
- Goethes Briefwechsel mit Friedrich Rochlitz, editoval Woldemar von Biedermann, Lipsko 1887 (digitální kopie)
- Tage der Gefahr. Ein Tagebuch der Leipziger Schlacht . Insel Verlag, Lipsko 1912 - Insel-Bücherei 17/1 (v současnosti: Elektrischer Verlag, Berlin 2013, ISBN 978-3-943889-45-1 ).